# 水部街道
水部街道是中国福建省福州市鼓楼区下辖的一个街道，位于鼓楼区东南部，东临晋安河，西至海底支路、五一路口、五一北路，南以东西河、琼东河为界，北至福新路。

## 行政区划
水部街道下辖5个社区：
闽都社区、莲宅社区、乐天泉社区、福新社区和建华社区。
1. ↑  . 中华人民共和国国家统计局. 2023 （中文（中国大陆））.[]